# هوندا سی‌بی۲۵۰اف
هوندا سی‌بی۲۵۰اف (به انگلیسی: Honda CB250F) که با نام هوندا هورنت ۲۵۰ نیز شناخته می‌شود، یک موتورسیکلت خیابانی که در سال ۱۹۹۶ توسط کمپانی هوندا عرضه شد. این موتور در ابتدا فقط در ژاپن به عنوان یک مدل داخلی در دسترس بود، اما به عنوان یک واردات اندکی در دسترس سایر نقاط جهان قرار گرفت. این موتور با یک نسخه تنظیم نشده از موتور چهار سیلندر سی‌بی‌آر۲۵۰ قدرتی در حدود ۴۰ اسب بخار در ۱۴٫۰۰۰ دور در دقیقه تا خط قرمز خود ۱۶٫۰۰۰ دور در دقیقه تولید می‌کند. این موتورسیکلت دارای گیربکس ۶ سرعته و مخزن سوخت ۱۶ لیتری و در مدل‌های بعدی، نمای بیرونی دو رنگی هم است. گفته می‌شود که این موتورسیکلت به دلیل استفاده از میل بادامک دنده‌ای که در داخل موتور استفاده می‌شود، صدای ناله‌ای با صدای بلند عجیب و غریب منتشر می‌کند. همچنین حداکثر سرعت این موتورسیکلت ۱۸۰ کیلومتر بر ساعت می‌باشد.
پس از استقبال بازار ژاپن از مدل‌های سی‌بی۶۰۰اف و سی‌بی۹۰۰اف در بازارهای خارج از ژاپن در دسترس قرار گرفتند.
در سال ۲۰۱۴، هوندا مدل کاملاً جدید تک‌سیلندر سی‌بی۲۵۰اف (بدون نام "هورنت") را که بر اساس این موتورسیکلت اسپرت هوندا سی‌بی۲۵۰آر ساخته شده بود، را روانه بازار کرد. هوندا همچنین نسخه ۲۸۷ سی‌سی را برای بازارهای توسعه یافته با نام سی‌بی۳۰۰اف عرضه کرد که بر اساس سی‌بی‌آر۳۰۰آر ساخته شده است.